# Emil Ludwig
Emil Ludwig, född 25 januari 1881 i Breslau (nu Wrocław i Polen, död 17 september 1948 i Ascona i Schweiz, var en tysk-schweizisk författare och journalist av judiskt ursprung. Han är mest känd för sina biografier över historiens "stora män".
Emil Ludwig, som var son till ögonläkaren, professor Hermann Cohn, var 1914 tidingskorrespondent i London och därefter under första världskriget i Konstantinopel och Wien. Han bosatte sig senare i Schweiz. Ludwigs vidlyftiga författarskap omfattade dramatik (bland annat den Bismarcktrilogi 1922-24, som på sin tid uppfördes överallt i Tyskland), romaner, konstteoretiska essayer och framför allt psykologiska biografier över personer som Goethe (3 band, 1920), Rembrandt (1923), Napoleon (1925, svensk översättning 1929), Vilhelm II (1926, svensk översättning 1927), Bismarck (1926), Jesus (1928, svensk översättning Människosonen samma år), Michelangelo (1930) och Abraham Lincoln (1930). I volymen Genie und Charakter (1924, svensk översättning 1926) samlades 15 psykologiska biografier över olika kända personer. Därtill författade Ludwig den självbiografiska Geschenke des Lebens (1931). Ludwigs biografier fick en mycket stor spridning på grund av hans raffinerat spirituella stil och till synes övertygande inlevelse i de skildrade gestalternas själsliv, men med skäl gjordes gällande att de ofta hade större skönlitterärt värde än som historiska skildringar. Ludwig protesterade mot dessa anmärkningar i Historie und Dichtung (1929). Under nationalsocialisternas styre i Tyskland angreps Ludwigs författarskap häftigt som antinationellt, och förbjöds från maj 1933 i Tyskland. Särskilt upprörda känslor väckte hans skildring av första världskrigets uppkomst, Juli 1914 (1929, svensk översättning samma år).